# Harald Frowein
Walter Harald Frowein (* 3. August 1900 in Elberfeld; † 29. Oktober 1978 in Wuppertal) war ein deutscher Textilunternehmer und Präsident der Industrie- und Handelskammer Wuppertal.

## Leben und Wirken
Frowein entstammt einer Familie, die sich seit 1500 in Lennep und seit 1600 in Elberfeld nachweisen lässt. Er, ein Neffe von Abraham Frowein (1878–1957), wurde als Sohn von Walter Abraham Frowein (1875–1955) und Elisabeth Lohmann (1880–1940) geboren. Er heiratete 1926 in Mehlem Hildegard Bürhaus (1904–1949), durch die Heirat kam er an die Villa Buchenhof in Bonn, die als Sommerhaus genutzt wurde. 1951 heiratete er in zweiter Ehe die Malerin Trautel Schreyögg (1907–2007) aus München.
Frowein war Vorstandsmitglied der Seidenweberei Frowein & Co. AG. Seine umfangreichen wirtschaftlichen Erfahrungen setzte er nicht nur für sein eigenes Unternehmen ein, sondern durch die Übernahme zahlreicher Ehrenämter profitierten viele wirtschaftliche Bereiche davon.
1964 wurde Frowein Präsident der Industrie- und Handelskammer Wuppertal als Nachfolger von Max Kretschmann. Dieses Amt übte er bis 1970 aus, ihm folgte Walter Salzer als Präsident der Industrie- und Handelskammer. Er engagierte sich besonders für die mittelständische Wirtschaft im Bergischen Raum.

## Auszeichnungen und Ehrungen
- 1967: Bundesverdienstkreuz, Großes Verdienstkreuz[5]